# Doxocopa cuellinia
Doxocopa cuellinia är en fjärilsart som beskrevs av Hans Fruhstorfer 1907. Doxocopa cuellinia ingår i släktet Doxocopa och familjen praktfjärilar. Inga underarter finns listade i Catalogue of Life.